# 구 무안군청 서고
구 무안군청 서고는 전라남도 목포시 북교동에 있다. 2014년 3월 26일 목포시의 문화유산 제26호로 지정되었다.

## 개요
이 건물이 있는 장소는 목포 개항 이후 무안감리서가 설치된 곳이며, 1914년 이후 행정 개편으로 무안군청이 들어섰던 곳이다. 이후 무안군에서 신안군이 1969년 분리되면서, 2011년 3월까지 신안군 군청으로 사용되었다. 
본 서고 건물은 무안군청 시절에 조성된 석조 건물이다. 감리서 청사를 그대로 사용했던 무안군청 청사는 최초 조성 당시 목조건물이었던 것으로 보이나, 현존하지 않는다. 감리서 또는 무안군청 시기의 건물로는 이 부속 석조건물이 유일하다. 건립 당시 자료를 보관하는 서고 등의 용도로 건립된 것으로 추정된다.